# (10413) Pansecchi
(10413) Pansecchi est un astéroïde de la ceinture principale.

## Description
(10413) Pansecchi est un astéroïde de la ceinture principale. Il fut découvert le 29 décembre 1997 à Bologne par l'observatoire San Vittore. Il présente une orbite caractérisée par un demi-grand axe de 3,04 UA, une excentricité de 0,09 et une inclinaison de 9,0° par rapport à l'écliptique.

## Compléments